# Festival de Cinema de Bogotà
El Festival de Cinema de Bogotà és un festival de cinema internacional que es realitza anualment a la ciutat de Bogotà, Colòmbia des de l'any 1984 i que s'especialitza a premiar directors novells a nivell mundial, l'organització està a càrrec de Corporación Internacional de Cine encapçalada per Henry Laguado.

## Característiques
El festival s'especialitza a premiar a nous realitzadors a nivell internacional en les categories de Cinema argumental, Cinema Documental, Documental sobre art i Vídeo als qui es lliura un trofeu denominat Cercle Precolombí. D'igual forma es presenten mostres de animació i cinema digital fos de competència. Cada any l'organització convida a un país denominat Hoste d'Honor, l'ambaixada del país seleccionat coordina amb els realitzadors del festival mostres de pel·lícules, conferències i esdeveniments especials amb la finalitat de donar a conèixer la cultura de la nació convidada.
El cartell promocional pel festival és realitzat cada any per un artista nacional o internacional entre els quals han participat Ana Mercedes Hoyos, Luis Felipe Noé, Sandro Chia, David Manzur, Enrique Grau, Antonio Seguí, Alfredo Jaar i Maripaz Jaramillo, entre d'altres.
El festival va ser el primer a lliurar un premi internacional com a millor director a Pedro Almodóvar per la seva pel·lícula La ley del deseo.
En 2008 el festival va tenir com a convidat especial al director britànic Peter Greenaway qui va presentar la seva pel·lícula Nightwatching.

## Círculo Precolombino de Oro a la millor pel·lícula
| Any  | Pel·lícula                           | Director                                 | Estat         |
| ---- | ------------------------------------ | ---------------------------------------- | ------------- |
| 1984 | El escarabajo                        | Lisandro Duque Naranjo                   | Colòmbia      |
| 1985 | Cóndores no entierran todos los días | Francisco Norden                         | Colòmbia      |
| 1986 | Frida, naturaleza viva               | Paul Leduc                               | Mèxic         |
| 1988 | Made in Argentina                    | Juan José Jusid                          | Argentina     |
| 1989 | A Dama do Cine Shanghai              | Guilherme de Almeida Prado               | Brasil        |
| 1990 | Wan zhong                            | Wu Ziniu                                 | Xina          |
| 1991 | Alias 'La Gringa'                    | Alberto Durant                           | Perú          |
| 1992 | Pustínia                             | Mikhail Kats                             | Soviet Union  |
| 1993 | Todos somos estrellas                | Felipe Degregori                         | Peru          |
| 1994 | La ardilla roja                      | Julio Medem                              | Espanya       |
| 1995 | Salto al vacío                       | Daniel Calparsoro                        | Espanya       |
| 1996 | Entre rojas                          | Azucena Rodríguez                        | Espanya       |
| 1997 | La mia generazione                   | Wilma Labate                             | Itàlia        |
| 1998 | La vendedora de rosas                | Víctor Gaviria                           | Colòmbia      |
| 1999 | Dis-moi que je rêve                  | Claude Mouriéras                         | França        |
| 2000 | Amores perros                        | Alejandro González Iñárritu              | Mèxic         |
| 2001 | El Bola                              | Achero Mañas                             | Espanya       |
| 2002 | Magonia                              | Ineke Smits                              | Països Baixos |
| 2003 | La espera                            | Aldo Garay                               | Uruguai       |
| 2004 | Machuca                              | Andrés Wood                              | Xile          |
| 2005 | Garúa                                | Gustavo Corrado                          | Argentina     |
| 2005 | L'iceberg                            | Bruno Romy, Dominique Abel, Fiona Gordon | Bèlgica       |
| 2006 | El custodio                          | Rodrigo Moreno                           | Argentina     |
| 2009 | La teta asustada                     | Claudia Llosa                            | Perú          |
| 2010 | Retratos en un mar de mentiras       | Carlos Gaviria                           | Colòmbia      |
| 2011 | La mujer de Iván                     | Francisca Silva                          | Xile          |
| 2012 | Juan y Eva                           | Paula de Luque                           | Argentina     |
| 2013 | Florbela                             | Vicente Alves do Ó                       | Portugal      |
| 2013 | A Coleção Invisível                  | Bernard Attal                            | Brasil        |
| 2014 | Conducta                             | Ernesto Daranas                          | Cuba          |
| 2015 | La vida después                      | Pablo Bardauil, Franco Verdoia           | Argentina     |
| 2016 | Freistatt                            | Marc Brummund                            | Alemanya      |
| 2017 | Kupal                                | Kazem Mollaie                            | Iran          |
| 2018 | O Filme da Minha Vida                | Selton Mello                             | Brasil        |
| 2019 | Cronofobia                           | Francesco Rizzi                          | Suïssa        |
| 2020 | Grand Cancan                         | Mikhail Kosyrev-Nesterov                 | Russia        |

Font: IMDb